# جيسي أندروز
جيسي أندروز (بالإنجليزية: Jesse Andrews)‏ (15 سبتمبر 1982، بيتسبرغ في الولايات المتحدة)؛ كاتب سيناريو وروائي أمريكي. درس في جامعة هارفارد.